# Listă de jurnaliști
Această listă de jurnaliști cuprinde jurnaliști români și străini.

## Români
- Mihai Eminescu
- Gabriela Adameșteanu
- Ion Agârbiceanu
- Dușan Baiski
- George Călinescu
- Petru Codrea
- Mihai Constantin
- Ion Cristoiu
- Valer Chioreanu
- Ion Oprea
- Mircea Dinescu
- Miron Grindea
- Radu Gyr
- Cristian Tudor Popescu
- Ionuț Popescu
- Ion Heliade Rădulescu
- Dan Claudiu Tănăsescu
- Mihai Gâdea
- Vasile Sava
- Ioana Sava
- Marius Tucă
- Victor Ciutacu
- Robert Turcescu

## Străini

### Americani
- Benjamin Franklin

### Britanici
- Lordul Rothermere

### Francezi
- Florence Aubenas
- Arthur Baligot
- Daniel Schneidermann